# موثق‌الدوله
مغرور میرزا ملقب به موثق‌الدوله (مرگ شهریور ۱۳۱۱ در کربلا) وزیر دربار احمدشاه قاجار بود. او اندکی پیش از کودتای سوم اسفند در مخالفت با استفاده از قوای نظامی قزاق برای تحکیم پایه‌های سلطنت احمدشاه، از سمت خود استعفا داد. ولی این استعفا پذیرفته نشد. او در آخرین سفر احمدشاه به اروپا، وی را تا کربلا مشایعت نمود.